# جان نیکلسون (دوچرخه‌سوار)
جان نیکلسون (انگلیسی: John Nicholson؛ زادهٔ ۲۲ ژوئن ۱۹۴۹) دوچرخه‌سوار اهل استرالیا است.
وی در مسابقات کشوری و بین‌المللی در مجموع برندهٔ ۱ مدال نقره شده‌است.